# Puma (Transportpanzer)
Puma ist der Name eines italienischen Späh- bzw. Transportpanzers (Veicolo Blindato Leggero-VBL). Er wurde zusammen mit dem Radpanzer Centauro in den 1980er-Jahren von einem Firmenkonsortium bestehend aus Iveco und Oto Melara für das italienische Heer entwickelt. Ende 1999 bestellte Italien insgesamt 580 dieser leichten Panzerfahrzeuge in den Versionen 4×4 (330 Spähpanzer; Ergänzung zum Radpanzer Centauro) und 6×6 (250 Transportpanzer). Ursprünglich sollte der „Puma“ Anfang der 1990er-Jahre in Dienst gestellt werden, es kam jedoch wegen finanzieller Probleme zu einer erheblichen Verzögerung des Programms.
Nach etwas über zehn Jahren Truppendienst in Kampfverbänden wurden die Puma-Panzerfahrzeuge schrittweise von neuen Iveco LMV abgelöst und an Unterstützungsverbände abgegeben. Ein Teil der Fahrzeuge ging ab 2013 auch an die Streitkräfte Libyens.

## Technische Daten

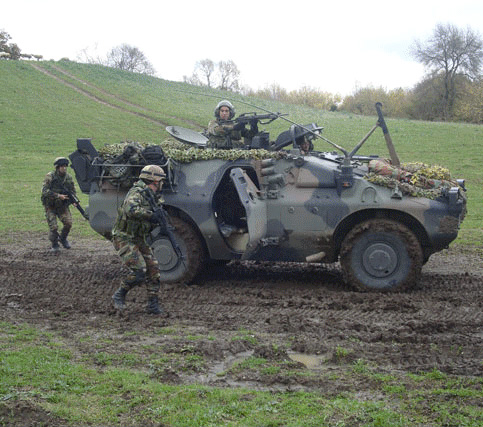
Spähpanzer „Puma“ (4×4)

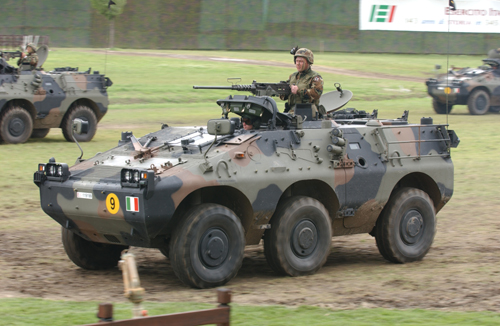
Transportpanzer „Puma“ (6×6)

### Puma 6×6
- Hersteller: Iveco, Oto Melara
- Länge: 5,07 m
- Breite: 2,3 m
- Höhe: 1,68 m
- Gewicht: 8,2 t
- Antrieb: Iveco, 180 PS (132 kW)
- Geschwindigkeit: 110+ km/h
- Reichweite: 600 km
- Bewaffnung: 7,62-mm- oder 12,7-mm-MG, TOW-Panzerabwehrraketen
- Besatzung: 1+6 Mann

## Kampfeinsätze
Der Puma wird von der Ukraine im Russisch-Ukrainischen Krieg eingesetzt. Laut dem Oryx-Blog gingen mit Stand Dezember 2024 mindestens 
zwei Fahrzeuge verloren.